# Strada statale 387 del Gerrei
La strada statale 387 del Gerrei (SS 387) è una strada statale italiana che collega Cagliari con il Sarrabus-Gerrei, passando per la Trexenta.
Nella pratica, e secondo quanto riportato dal sito web ANAS, la strada statale 387 ha inizio nell'incrocio tra la S.S. 554 e la città di Monserrato (svincolo in cui è situato il cimitero).

## Percorso
La strada ha inizio a Cagliari innestandosi sulla strada statale 131 dir Carlo Felice e senza soluzione di continuità lascia il capoluogo sardo per entrare a Monserrato. La strada esce quindi dal paese in direzione nord, attraversando la strada statale 554 Cagliaritana raggiungendo Serdiana, dove incrocia la strada statale 466 di Sibiola.
Proseguendo verso nord, entra nella Trexenta ed arriva a Sant'Andrea Frius dove si innesta la strada statale 547 di Guasila, deviando poi verso est ed entrando nel Sarrabus-Gerrei toccando i centri abitati di San Nicolò Gerrei e Ballao.
Da qui la strada scende verso sud-est seguendo il corso del fiume Flumendosa, arrivando a San Vito, incrociando la strada statale 125 var Orientale Sarda, per terminare innestandosi sul tratto ormai dismesso della strada statale 125 Orientale Sarda alle porte di Muravera.
Nel tratto compreso fra Sant'Andrea Frius e Ballao è particolarmente apprezzata dai mototuristi, in virtù delle innumerevoli curve e dei paesaggi spettacolari che attraversa.